# Años 40 a. C.
Se denomina años cuarenta antes de Cristo al período que empezó el 1 de enero del 49 a. C. y terminó el 31 de diciembre del 40 a. C.
Esta década fue precedida por los años 50 a. C. y sucedida por los años 30 a. C..

## Acontecimientos
- 48 a. C.: Las tropas de Julio César incendian la Biblioteca de Alejandría, sin muchas consecuencias.
- 47 a. C.: (17 de abril): en Longshí (34°54′N 104°42′E / 34.9, 104.7), unos 90 km al sur de la ciudad de Dingshí, en la provincia de Gansu, en el centro de China, se registra un terremoto de 6,8 grados de la escala sismológica de Richter (intensidad de 9), que deja «muchos muertos».
- 44 a. C.: en Roma, Marco Emilio Lépido, es nombrado Pontifex Maximus.
- 44 a. C.: en Roma es asesinado el dictador Julio César, víctima de un complot.
- 44 a. C.: comienzan guerras civiles, primero entre los partidarios de César y los conspiradores y luego entre Marco Antonio y Octavio; acabarán el 31 a. C. con la victoria de Octavio.
- 44 a. C.: Marco Emilio Lépido en Hispania Citerior mientras que Cayo Asinio Polión en Hispania Ulterior. Continúa la guerra contra Sexto Pompeyo.[1]
- 43 a. C.: Octaviano, Marco Antonio y Lépido forman el Segundo Triunvirato.
- 43 a. C.: César Augusto crea la Legio III Augusta.
- 43 a. C.: Hispania Citerior, Lépido; Hispania Ulterior, Cayo Asinio Polión.[1]

## Nacimientos
- 44 a. C.: Cneo Calpurnio Pisón, cónsul romano.
- 43 a. C. (20 de marzo): Ovidio, poeta romano, autor de El arte de amar.

## Fallecimientos
- 44 a. C. (15 de marzo): Julio César, dictador romano.
- 43 a. C.: Cicerón, político, filósofo, escritor y orador romano.
- 43 a. C.: Aulo Hircio, político y militar romano.